# Kryniczanka (dopływ Muszynki)
Kryniczanka (Złotniańska Rzeka) – potok, prawostronny dopływ Muszynki o długości 9,22 km i powierzchni zlewni 43,3 km².
Potok płynie w województwie małopolskim, w gminie Krynica-Zdrój. Jego źródła znajdują się na wysokości około 740 m n.p.m. powyżej Słotwin w Krynicy-Zdroju. Spływa w południowym kierunku przez Krynicę-Zdrój i uchodzi do Muszynki w Powroźniku, na wysokości około 485 m. Jej dopływami są Palenica, Czarny Potok i Szczawiczny Potok.
W Krynicy-Zdroju Kryniczanka jest jedną z atrakcji Bulwarów Dietla, nazwanych krynickim deptakiem.

## Galeria

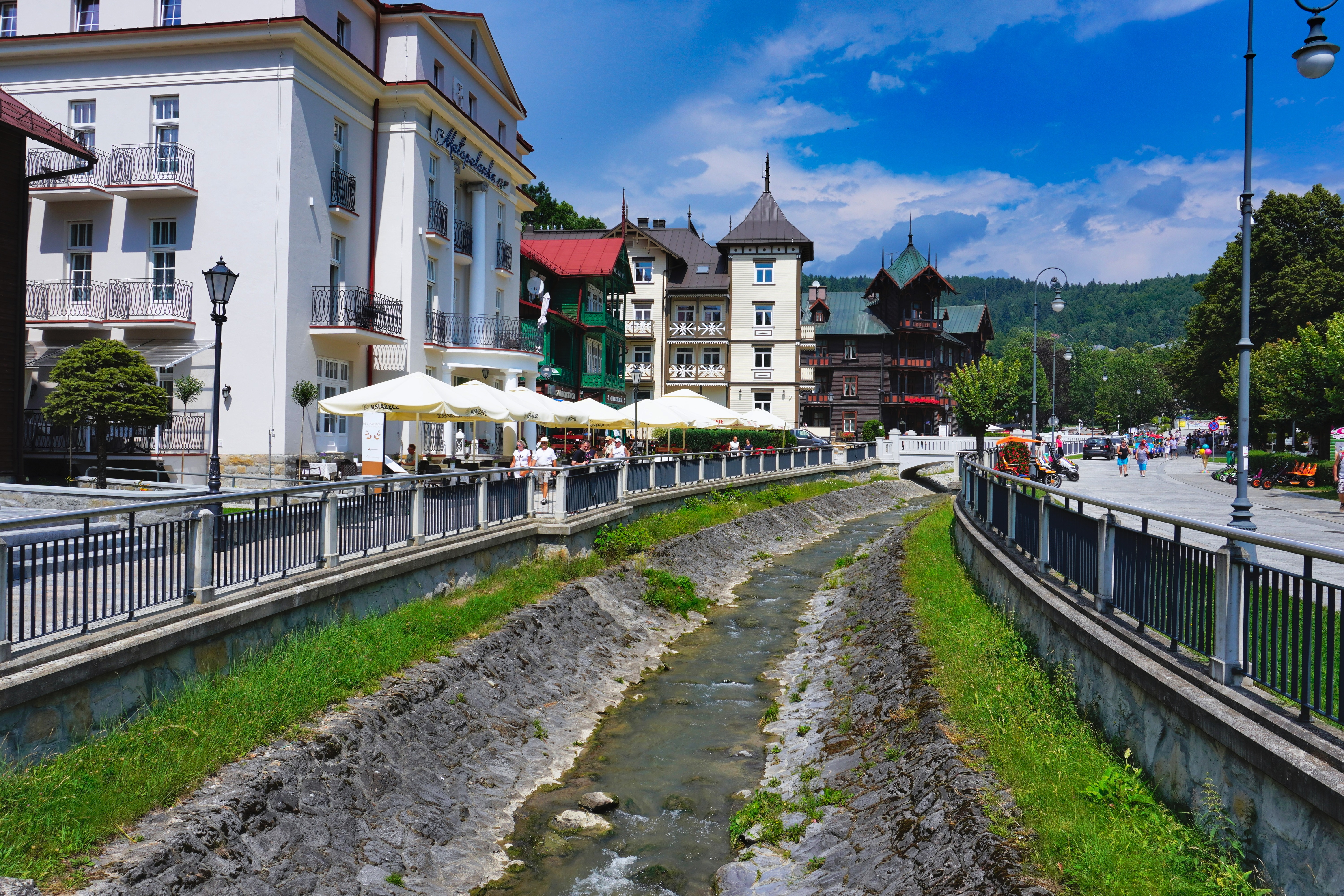
Kryniczanka jako element Bulwarów Dietla w Krynicy-Zdroju (2021)
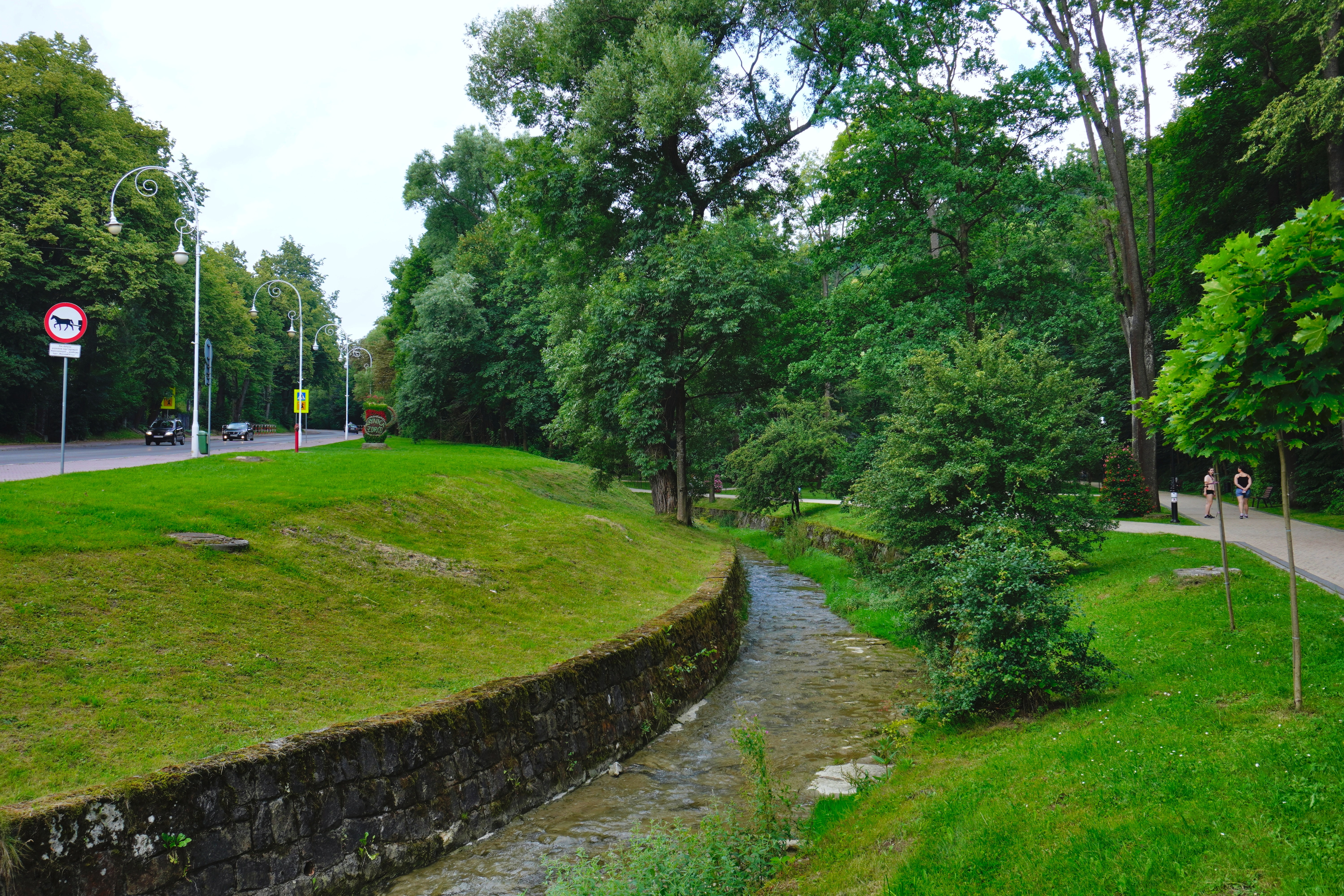
Kryniczanka w Parku Słotwińskim